# Karl Ernst Ludwig von Lettow
Karl Ernst Ludwig von Lettow (auch Carl Ernst von Lettow; * 1746 in Kolberg; † 27. März 1826 in Groß-Reetz, Kreis Rummelsburg) war ein preußischer General.

## Leben
Lettow wurde als Sohn des preußischen Offiziers Klaus Sigismund von Lettow (1715–1787) geboren, der in der Festung Kolberg ein Garnisonbataillon befehligte. Seine Mutter war dessen Ehefrau Hyppolita Elisabeth, geborene von Petersdorff.
1761 trat er als Kadett in die sächsische Armee ein, in der er bis zu seinem Eintritt in die preußische Armee 1773 diente. Im selben Jahr ging er als Premierleutnant zum „Infanterieregiment Hanstein“, dessen Kommandeur er 1802 wurde.
Lettow nahm an den Feldzügen 1778/79 teil und stieg bis 1804 zum Generalmajor und Chef des nach ihm benannten „Infanterieregiments Lettow“ in Minden auf. Im Vierten Koalitionskrieg kämpfte er 1806 in der Schlacht von Auerstedt und machte den Rückzug unter Blücher bis Lübeck mit, wo er das Mühlentor verteidigte. Zusammen mit Blücher ging er nach der Kapitulation von Ratekau in französische Gefangenschaft.
Nach dem Frieden von Tilsit freigelassen, wurde er auf halbes Gehalt gesetzt und erhielt kein neues Kommando. Im Februar 1808 sprach die Untersuchungskommission, die das Verhalten aller preußischen Befehlshaber im verlorenen Krieg zu bewerten hatte, ihn von jedem Tadel frei. Er war einer der wenigen preußischen Generäle, die König Friedrich Wilhelm III. in der Armee behielt und nicht verabschiedete, entließ oder gar kassierte. Erst nach Kriegsende wurde er 1814 mit Pension verabschiedet. Ihm gehörten bei seinem Tode die Güter Karlshof, Fort und Groß-Reetz, wohin er sich zurückzog, in Pommern.

## Familie
Am 2. Januar 1789 hatte Lettow die verwitwete Anna Amalia von der Recke, geborene von Rehbinder (* 5. Mai 1770; † 17. Februar 1857), geheiratet. Das Paar hatte vier Söhne und drei Töchter, darunter:
- Ludwig Wilhelm Karl (* 1790; † 15. September 1840), Leutnant a. D.
- Karl Alexander Dagobert († 16. Oktober 1806), Fähnrich
- Georg Leopold Konstantin (* 3. August 1794; † 3. Dezember 1882), Major a. D. ⚭ 29. April 1830 Emma Fredrike Wilhelmine von Ehrenberg (* 4. Oktober 1802)
- Boguslaw Adolf Arnd Karl (* 1796; † 10. August 1847)
- Amalie Wilhelmine Lisette ⚭ N.N. von Woedtke († 9. Februar 1859)
- Philippine Charlotte Ernestine (* 1803; † 6. August 1830)